# Eduard Müller
Eduard Müller (ur. 12 listopada 1848 w Bernie zm. 9 listopada 1919 tamże) – szwajcarski polityk.
W latach 1888–1895 burmistrz Berna. 16 sierpnia 1895 wybrany do Rady Związkowej, zasiadał w niej do śmierci. Kierował następującymi departamentami:
- Departament Sprawiedliwości i Policji (1895–1896, 1897, 1912, 1914–1919)
- Departament Obrony (1897, 1898, 1900–1906, 1908–1911)
- Departament Polityczny (1899, 1907, 1913)[2]

Był członkiem Radykalno-Demokratycznej Partii Szwajcarii.
Przewodniczył Radzie Narodowej (1890 – 1891). Pełnił funkcje wiceprezydenta (1898, 1906, 1912) i prezydenta (1899, 1907, 1913) Konfederacji.